# アイドリング!!! 1st Live 「もっとガンバレ乙女（笑）」
『2007.12.15 アイドリング!!! 1st Live 「もっとガンバレ乙女（笑）」at Shinagawa STELLAR BALL』（アイドリング!!! ファーストライブ もっとガンバレおとめ かっこわらい）は、アイドリング!!!のライブDVD。発売元:ポニーキャニオン。

## 概要
- 2007年12月15日に行われた、アイドリング!!!初の有料ライブを収めたDVD。
- 映像特典として、「私たちの手作りドラマシリーズ」「ミュードラ」、番組告知を収録。
- タイトルは1stシングル「ガンバレ乙女（笑）」にちなむ。

## 収録曲
1. ライブ直前舞台裏（リハーサル、楽屋の様子など）
2. 百花繚乱アイドリング!!!
3. キミがスキ
4. 劇ング!!!「さるかに合戦2007」（ダイジェスト）
5. friend
6. フォンチー17歳誕生日セレモニー
7. ALL MY TRUE LOVE（SPEED）
8. 年下の男の子（キャンディーズ）
9. キャッツアイ（杏里）
10. ガンバレ乙女（笑）
11. 恋ゴコロ
12. Like a Shooting Star
13. Snow celebration
14. キミがスキ（ファン様ver.）

### 特典映像
- 私たちの手作りドラマシリーズ
  - 「10人いる。」
  - 「天使と悪魔」
  - 「眠れない」
- ミュードラ
  - 「Snow celebration」
  - 「The other side of Snow celebration」
- 番組告知